# سكوت براينت
سكوت براينت (بالإنجليزية: Scott Bryant)‏ هو لاعب كرة قاعدة أمريكي، ولد في 31 أكتوبر 1967 في أوستن في الولايات المتحدة.

## وصلات خارجية
- سكوت براينت على موقعبيزبول رفرنس.كوم (الدوري الثانوي) (الإنجليزية)